# Traugott Sandmeyer

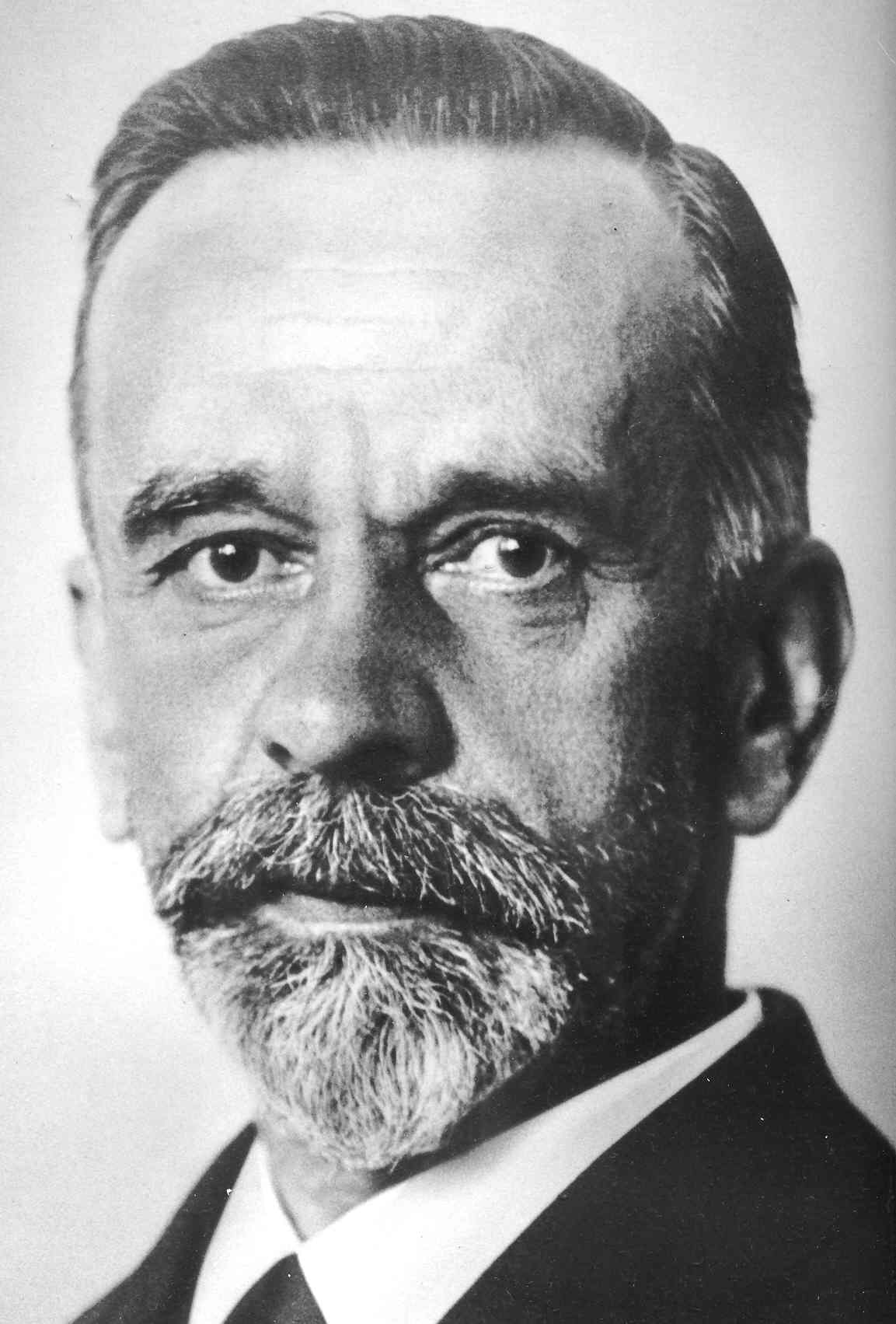
Traugott Sandmeyer um 1910

Traugott Sandmeyer (* 15. September 1854 in Wettingen, Kanton Aargau; † 9. April 1922 in Zollikon) war ein Schweizer Chemiker. Die bis heute wichtige Sandmeyer-Reaktion wurde nach ihm benannt. Er arbeitete mit damaligen Grössen der chemischen Forschung wie Victor Meyer oder Arthur Hantzsch zusammen, hat aber selbst nie ein Chemiediplom erworben. Insgesamt tragen 66 Patente den Namen Sandmeyer.

## Leben und Werk
Sandmeyer war der Sohn des Melchior Sandmeier und wurde als letztes von sechs Kindern geboren. In Aarau besuchte er die Bezirksschule und absolvierte anschliessend in Zürich die Lehre zum Feinmechaniker. Durch seinen Freund J. Gustav Schmidt, der an der ETH Zürich Chemie studierte, kam er in Kontakt mit den Naturwissenschaften. In seiner Küche experimentierte er im Selbststudium und lieferte durch seine Beobachtungen das Thema der Doktorarbeit seines Freundes Über die Einwirkung von Aldehyd auf Furfurol.
1882 stellte ihn Victor Meyer als Vorlesungsassistenten am technisch-chemischen Institut der ETH ein. In fruchtbarer Forschungsarbeit entdeckten die beiden unter anderem die Synthese von Thiophen. 1884 entdeckte Sandmeyer die nach ihm benannte Reaktion. Ein Jahr später wurde der damals 36-jährige Victor Meyer nach Göttingen berufen und konnte Sandmeyer überzeugen, ihn für ein Semester als Assistent zu begleiten. Dazu schrieb Meyer: Das war für mich geradezu eine Lebensfrage, oder zumindest eine Frage für meine Gesundheit.
Sandmeyer heiratete im Jahr 1892 seine Stiefnichte Mina Billeter aus Männedorf, aus der Ehe gingen jedoch keine Kinder hervor.

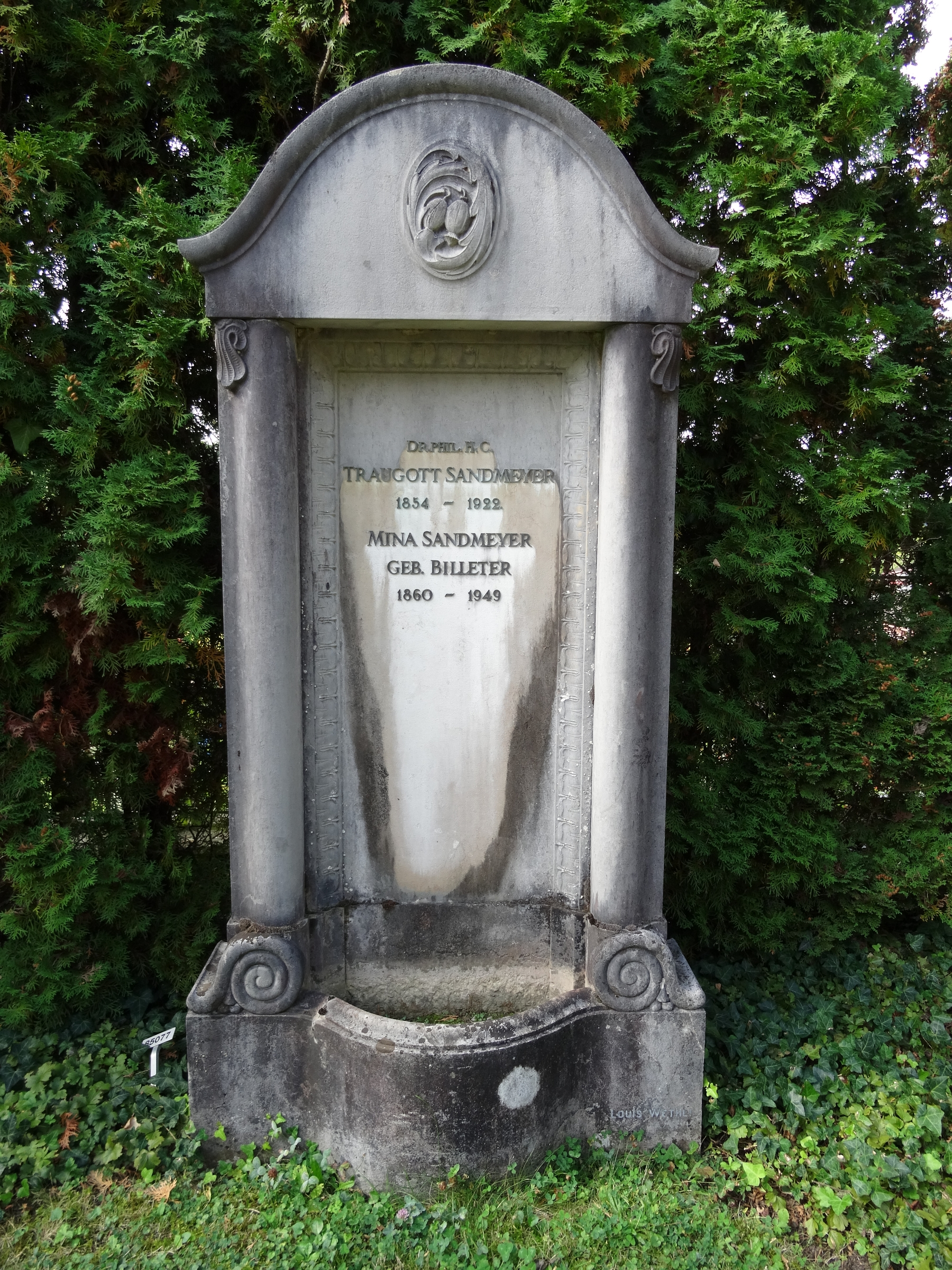
Grab, Friedhof Rehalp, Zürich

Nach seiner Rückkehr nach Zürich arbeitete Sandmeyer zunächst für Arthur Hantzsch an der ETH. Für einen Monatslohn von 300 Schweizer Franken zog er aber bald nach Basel, um in der aufstrebenden Firma Geigy (heute Novartis) zu arbeiten, ab dem 1. Januar 1901 auch im Verwaltungsrat dieser Firma.
Im Laufe seiner Forschungsarbeiten erhielt Sandmeyer zweimal den Ehrendoktortitel: Heidelberg 1891 und ETH Zürich 1915. Nach 31 Jahren bei Geigy zog er sich 1919 aus dem Arbeitsleben zurück. Er wohnte den Rest seines Lebens in Zollikon bei Zürich, wo er 1922 im Alter von 68 Jahren einem Herzleiden erlag.
Traugott Sandmeyer fand seine letzte Ruhestätte auf dem Friedhof Rehalp in Zürich.

## Vermächtnis

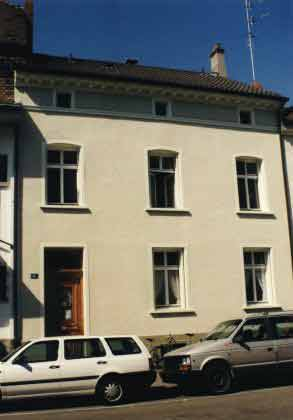
Das Studentenheim Traugott Sandmeyer in Basel

Die Schweizerische Chemische Gesellschaft (SCG) verleiht den Sandmeyer-Preis für hervorragende Arbeiten auf einem Gebiet der industriellen oder angewandten Chemie an ein Arbeitsteam oder einen Einzelnen.
Die Traugott-Sandmeyer-Stiftung wurde ins Leben gerufen, um Chemiestudenten in Basel eine günstige Unterkunft zu ermöglichen. Sie kaufte ein Haus an der Socinstrasse in Basel und machte daraus das Studentenheim Traugott Sandmeyer.